# Uncharted (pel·lícula)
Uncharted és una pel·lícula d'acció i aventures estatunidenca dirigida per Ruben Fleischer, a partir d'un guió de Judkins, Art Marcum i Matt Holloway, amb una història de Judkins. Basada en els videojocs del mateix nom creats per Naughty Dog, la pel·lícula és protagonitzada per Tom Holland com Nathan Drake, i Mark Wahlberg com el seu mentor Victor Sullivan, juntament amb Sophia Ali, Tati Gabrielle i Antonio Banderas en papers secundaris. S'ha subtitulat al català.
La pel·lícula va començar a desenvolupar-se el 2008, quan el productor de cinema Avi Arad va declarar que treballaria amb Sony Pictures per a desenvolupar una adaptació cinematogràfica d'Uncharted, però la pel·lícula va entrar en un complicat procés de producció, amb diversos directors, escriptors i membres del repartiment vinculats en diversos moments. Diversos cineastes, com David O. Russell, Dan Trachtenberg, Neil Burger, Seth Gordon, Shawn Levy i Travis Knight, van ser contractats inicialment per a dirigir el projecte, mentre que es rumorejava que Nathan Fillion, Chris Pratt i Wahlberg interpretarien Drake. Holland va ser contractat el maig de 2017, el rodatge principal va començar el març del 2020, i es va acabar l'octubre següent.
Uncharted és previst que s'estreni a les sales per Sony Pictures Releasing al Regne Unit l'11 de febrer de 2022, i després als Estats Units el 18 de febrer, en IMAX 3D, RealD 3D, Dolby Cinema i 4DX.

## Introducció
Nathan Drake i el seu company Victor "Sully" Sullivan s'endinsen en la perillosa recerca del "major tresor mai trobat", alhora que rastregen pistes que poden conduir el germà perdut de Drake.

## Repartiment
- Tom Holland com a Nathan "Nate" Drake: Un jove caçafortunes que diu ser descendent del famós explorador anglès Sir Francis Drake.[3] Per practicar pel paper encobert de Drake com a bàrman, el personal del Chiltern Firehouse li va ensenyar a fer trucs. Durant els quatre mesos que es va aturar el rodatge a causa de la pandèmia de COVID-19, Holland va seguir menjant i entrenant per al paper.[4]
- Mark Wahlberg com a Victor "Sully" Sullivan: Un experimentat caçador de fortunes que és el mentor i la figura paterna de Nate.[5] Originalment, Wahlberg havia de protagonitzar Nathan Drake quan la pel·lícula estava en desenvolupament el 2010.[6]
- Sophia Ali com a Chloe Frazer: Una companya caçadora de fortunes que és l'interès amorós de Nate.[7]
- Tati Gabrielle com Braddock[7]
- Antonio Banderas com a Moncada, un cercatresors despietat i el dolent de la pel·lícula.[7]

A més, Pilou Asbæk i la personalitat de YouTube ElrubiusOMG apareixeran a la pel·lícula en papers no revelats.

## Producció

### Rodatge
El rodatge principal va començar el 16 de març de 2020 als estudis Babelsberg, prop de Berlín, Alemanya. El rodatge es va interrompre aquell mateix dia a causa de la pandèmia de COVID-19. Es creia que el rodatge s'havia reprès el 15 de juliol del 2020, però, Sony Pictures va aclarir que, tot i que la producció encara no s'havia reprès, estaven duent a terme els preparatius amb l'esperança de començar la producció aviat. La producció es va reprendre oficialment el 20 de juliol de 2020, rodant als estudis Babelsberg, amb el degut distanciament social i els requisits de màscara que s'estan aplicant dins i fora del set. El 5 d'agost de 2020, Banderas va abandonar temporalment la producció després de donar positiu en la prova de COVID-19. El 26 d'agost del 2020, Banderas es va recuperar de la COVID-19, i va tornar a la producció poc després. El 16 de setembre del 2020, el rodatge es va traslladar a Berlín i es van publicar fotos del set a Internet. A principis d'octubre del 2020, la producció va rodar escenes a Alacant i València, incloent-hi la ciutat de Xàbia. El 23 d'octubre del 2020, Holland va acabar de rodar les seves escenes, abans que la producció conclogués el 29 d'octubre a Barcelona. El juliol del 2021, la pel·lícula es va tornar a rodar a Madrid.